# Ноа Дарвіх
Ноа Яніс Дарвіх (нім. Noah Yanis Darvich; нар. 25 вересня 2006, Фрайбург, Німеччина) — німецький футболіст, атакувальний півзахисник іспанського клубу «Барселона Б».

## Ігрова кар'єра

### Клубна
Ноа Дарвіх є вихованцем клубної академії «Фрайбурга». З 2017 року футболіст грав за клубні молодіжні команди різних вікових категорій.
В серпні 2023 року Дарвіх перейшов до іспанської «Барселони», де його включили до складу «Барселона Б», що грає в Третьому дивізіоні чемпіонату Іспанії. У жовтні 2023 року англійське видання The Guardian назвало Дарвіха одним з кращих футболістів світу 2006 року народження.

### Збірна
Мама Ноа має французьке походження. Та з 2021 року сам футболіст виступає за юнацькі збірні Німеччини.
У 2023 році в складі збірної Німеччини (U-17) Ноа Дарвіх став переможцем юнацького чемпіонату Європи в Угорщині та Юнацького чемпіонату світу в Індонезії. На турнірах Ноа був капітаном команди.

## Титули
Німеччина (U-17)
 Чемпіон Європи: 2023
 Чемпіон світу: 2023
- Срібна Медаль Фріца Вальтера: 2023[8]